# Trenzano
Trenzano ist eine norditalienische Gemeinde (comune) mit 5512 Einwohnern (Stand 31. Dezember 2023) in der Provinz Brescia in der Lombardei. Die Gemeinde liegt etwa 18 Kilometer südwestlich von Brescia.

## Geschichte
Trenzano wurde nach den Aufzeichnungen 1392 als Gemeinde begründet. Mehrere artesische Brunnen wurden allerdings schon in der römischen Antike genutzt. Seit 1928 ist der Ortsteil Cossirano Teil der Gemeinde.

## Verkehr
Der Bahnhof wurde 1956 mit der Bahnstrecke Cremona–Iseo stillgelegt.

## Söhne und Töchter
- Carlos Verzeletti (* 1950), katholischer Geistlicher, Bischof von Castanhal

## Gemeindepartnerschaft
- Parzanica, Provinz Bergamo